# جوناثان هاسكيل
جوناثان هاسكيل (بالإنجليزية: Jonathan Haskell)‏ هو عسكري أمريكي، ولد في 19 مارس 1755 في Rochester, Massachusetts ‏ في الولايات المتحدة، وتوفي في 14 ديسمبر 1814 في بيلبريه في الولايات المتحدة.